# Château de Marigny-sur-Ouche
Le  château de Marigny-sur-Ouche dit aussi château fort Saint-Maurice est un château fort médiéval en ruines situé à Saint-Victor-sur-Ouche (Côte-d'Or) en Bourgogne-Franche-Comté.

## Localisation
Les ruines du château situées en forêt au nord de Saint-Victor à l’extrémité d’un éperon rocheux qui domine le village et la vallée de l’Ouche ne sont accessibles que par chemin forestier.

## Historique
Le fief de Marigny dont le nom ne reste attaché qu'à la forêt qui borde le château à l'ouest est un des plus anciens du duché : dès 584 le roi Gontrand en fait don à l'abbaye Saint-Bénigne. Il passe en diverses mains au XIIIe siècle : en 1205 au sire de Chatillon-en-Bazois, en 1264, à l'abbaye de Saint-Seine puis revient au duché en 1296. En 1303 Robert II ordonne par testament à son fils Hughes de ne jamais le céder. Il revient néanmoins en 1360 à Jacques de Vienne, seigneur de Longwy. En 1449 il est à Claude de Montaigu, seigneur de Couches, qui le met en fermage pour trois ans[réf. souhaitée].
Le château-fort est construit au début du XVIe siècle par Christophe de Rochechouard, sire de Couches. En 1642, la seigneurie est puissante : outre le château « sur le bout de la montagne de Ruère » elle englobe Gissey, Jaugey, Saint-Victor, Auvillars, Saint-Jean-de-Bœu, en dépendent ainsi que Charmoy, Vaux, la Montagne-de-Vaux, les Granges et Comberainbeuf . Mais en 1757 un inventaire décrit un château en mauvais état. Jean Paris de Montmartel le rachète en 1766 pour en récupérer les pierres afin de reconstruire le château de Barbirey. A la Révolution les restes sont saccagés par les paysans[réf. souhaitée].

## Architecture
Les vestiges se situent sur un éperon barré séparé du plateau par un fossé creusé dans la roche. Le mur d’enceinte suit les contours du rocher et sert de mur de soutènement à la basse-cour. L’entrée entourée de deux tours semi-circulaires, aujourd’hui détruites, défendaient un pont-levis. Les restes d’une tour d’escalier et d’une grande muraille percée d’archères donnent idée de l’élévation d’origine. Une grosse tour d’angle rectangulaire hérissée d’archères domine encore la vallée. Cette face datée XVIe siècle est en grosses pierres à bossage En suivant le fossé ouest, on découvre une autre tour ronde puis une hexagonale, dont le pigeonnier. A l’est, les restes du logis et de la chapelle surplombent la vallée en contrebas. La campagne de fouilles et de consolidations de 1992 étant restée sans suites, la végétation reprend ses droits[réf. souhaitée].